# G̈
La G con diéresis (Mayúscula: G̈ minúscula: g̈), es un grafema utilizado como alfabeto latíno adicional en la romanización ALA-LC de Sindhi y en la escritura de Nawdm. Se forma a partir de la letra G diacrítica con diéresis superpuesta.

## Uso
En nawdm, la g diéresis «g̈» se usa para distinguir la secuencia de las dos consonantes g y w, escritas «g̈w», de la explosiva velar labializada sonora escrita «gw», o para distinguir la secuencia de las consonantes g y b, escrito «g̈b», de la consonante explosiva labial-velar sonora, escrito «gb».
En la romanización ALA-LC del Sindhi, «g̈» translitera la letra goua «ڳ» del alfabeto árabe y la g̈a «ॻ» de devanagari representando una Implosiva velar sonora [ɠ].

## Codificación
La G con diéresis puede ser representado por los siguientes caracteres en Unicode:
| Forma     | Representación | Puntos de código | Descripción                           |
| --------- | -------------- | ---------------- | ------------------------------------- |
| Mayúscula | G̈              | U+0047 U+0308    | Letra mayúscula latina g con diéresis |
| minúscula | g̈              | U+0067 U+0308    | Letra minúscula latina g con diéresis |